# Трогонтериевый мамонт (экспонат)
Экспонат Трогонтериевый мамонт (лат. Mammuthus trogontherii) или Степной мамонт представляет собой скелет  мамонта  в экспозиции «Приазовье в геологическом прошлом» Азовского историко-археологического и палеонтологического музея-заповедника.
Адрес музея: город Азов, улица Московская, дом 38/40.

## История
Степные мамонты относятся к вымершим видам мамонтов, которые обитали в Евразии в среднем плейстоцене. Степной мамонт, как вид, отделился  от южного мамонта (Mammuthus meridionalis) в верхнем плейстоцене и вытеснил его в среднем плейстоцене около 750 до 500 тысяч лет назад. Степной мамонт имел укороченный череп и длинные бивни. Имея высоту до 4,7 метров и вес до 10 тонн, он был крупнейшим видом хоботных. Скелет, установленный в азовском музее достигает в плече 4,5 метров. Бивни у самцов достигали длины 5 метров и имели загнутые концы, менее закрученные, чем у шерстистого мамонта (Mammuthus primigenius). У самок бивни были более тонкими и менее изогнутыми. Этот вид мамонтов обитал в Западной Сибири, на территории  Казахстана, Ростовской области, Ставропольского и Краснодарского краёв.
Степные мамонты питались травами и заходили далеко в степные регионы. Находки скелетов этих мамонтов в торфяных слоях восточной Англии, в которых были найдены лесные растения, свидетельствует об их распространении и на лесистые районы. Степные мамонты были приспособлены к жизни в холодных регионах благодаря их густой шерсти.
Сохранившийся скелет трогонтериевого мамонта представлен в Азовском музее-заповеднике. Скелет был найден 11 декабря 1964 года под Азовом в Кагальницком песчаном карьере. Машинист экскаватора, проводя в карьере работы, обнаружил остатки бивней. На этом же месте было обнаружено ещё несколько костей одного скелета. Этой же зимой был раскопан весь скелет.
Азовский музей, в который был отвезён скелет, не имел палеонтологической лаборатории и реставраторов. Помощь в консервации костей была оказана в Зоологическом Институте Академии Наук СССР. Консервацией занимался Вадим Евгеньевич Гарутт, для чего скелет был отправлен в Ленинград. Реставрация и изготовление недостающих костей продолжалась около десяти лет.
Скульпторы заново изготавливали кости, монтировали найденные части на поверхности костей. Для хранения скелета в музее Азова было необходимо помещение высотой около 5 метров. После того, как музей переехал в двухэтажное здание Городской Управы, на его первом этаже был выделен зал для скелета.
После реставрации, в 1980 году все кости скелета были перевезены в музей. Вторичной реставрацией, тонировкой костей занимались уже сотрудники Азовского музея. Усилиями коллектива сотрудников музея был проведён монтаж всего скелета, ставшего центральным экспонатом выставки «История уникальной находки». Позднее скелет степного мамонта был включён в экспозицию «Приазовье в геологическом прошлом».
В 1999 году в Кагальницком карьере был найден и раскопан скелет самки трогонтериевого мамонта, который также хранится в палеонтологической коллекции Азовского музея.
В мире неполные скелеты степных мамонтов хранятся в музее Лиона (Франция, 1869), в геолого-палеонтологическом музее Университета Мюнстера (Германия, 1923), в музее Заугерхаузена (Германия, 1930), в палеонтологическом музее Одессы (Украина, 1940), в Государственном музее Природы и Человека в Ханты-Мансийске. Среди них только Азовский музей-заповедник имеет два скелета самца и самки мамонта.

## Галерея

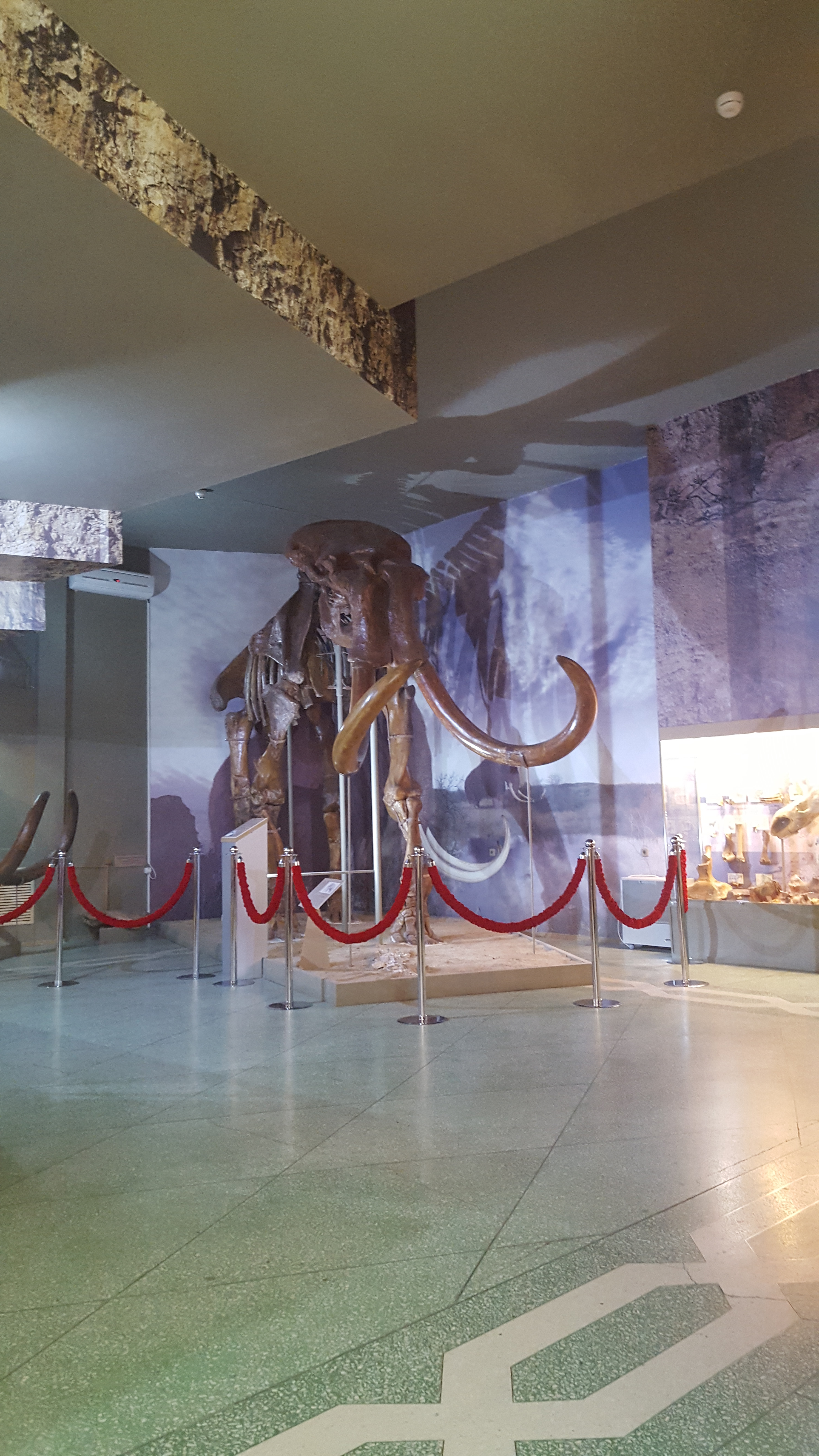
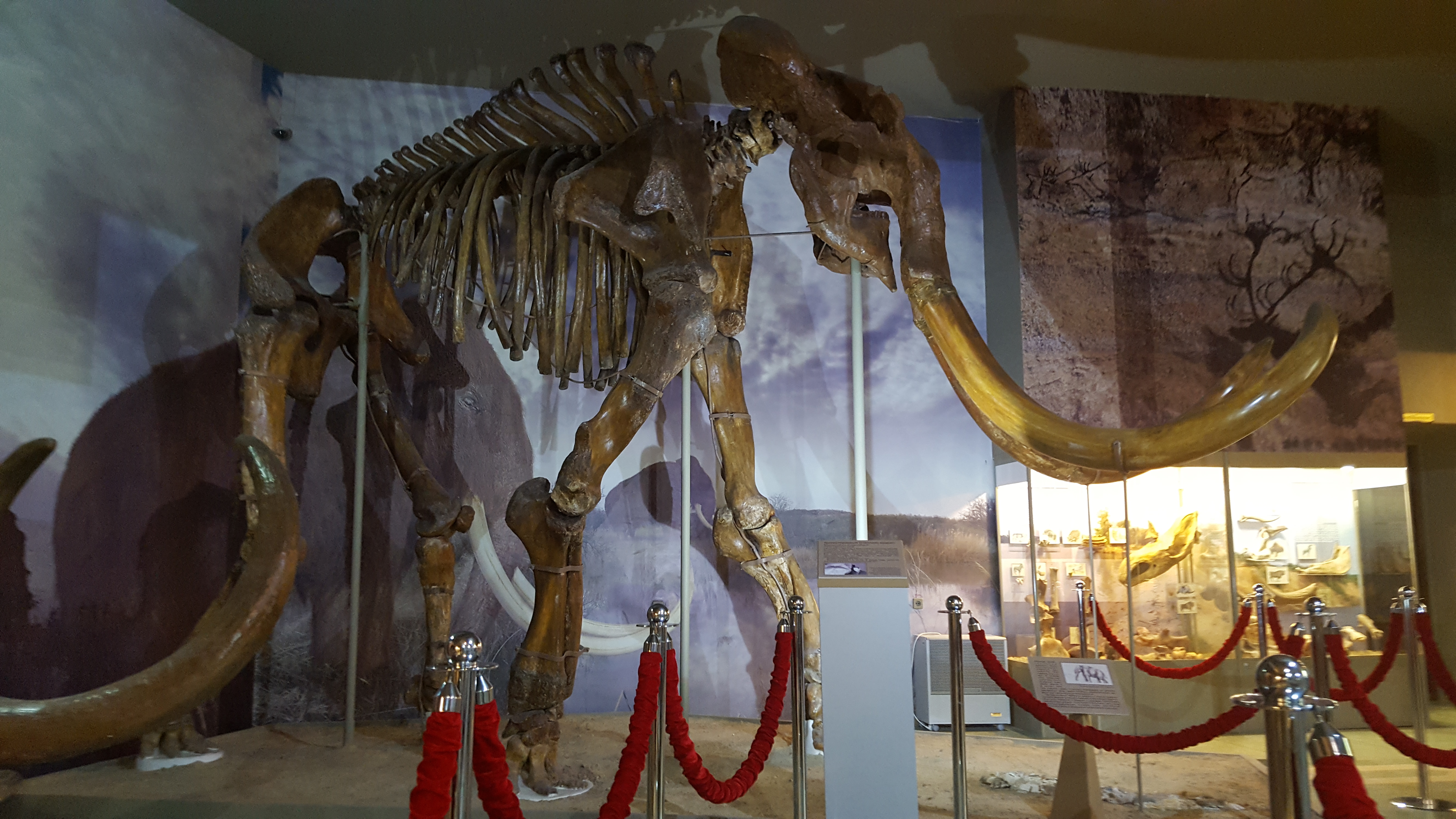
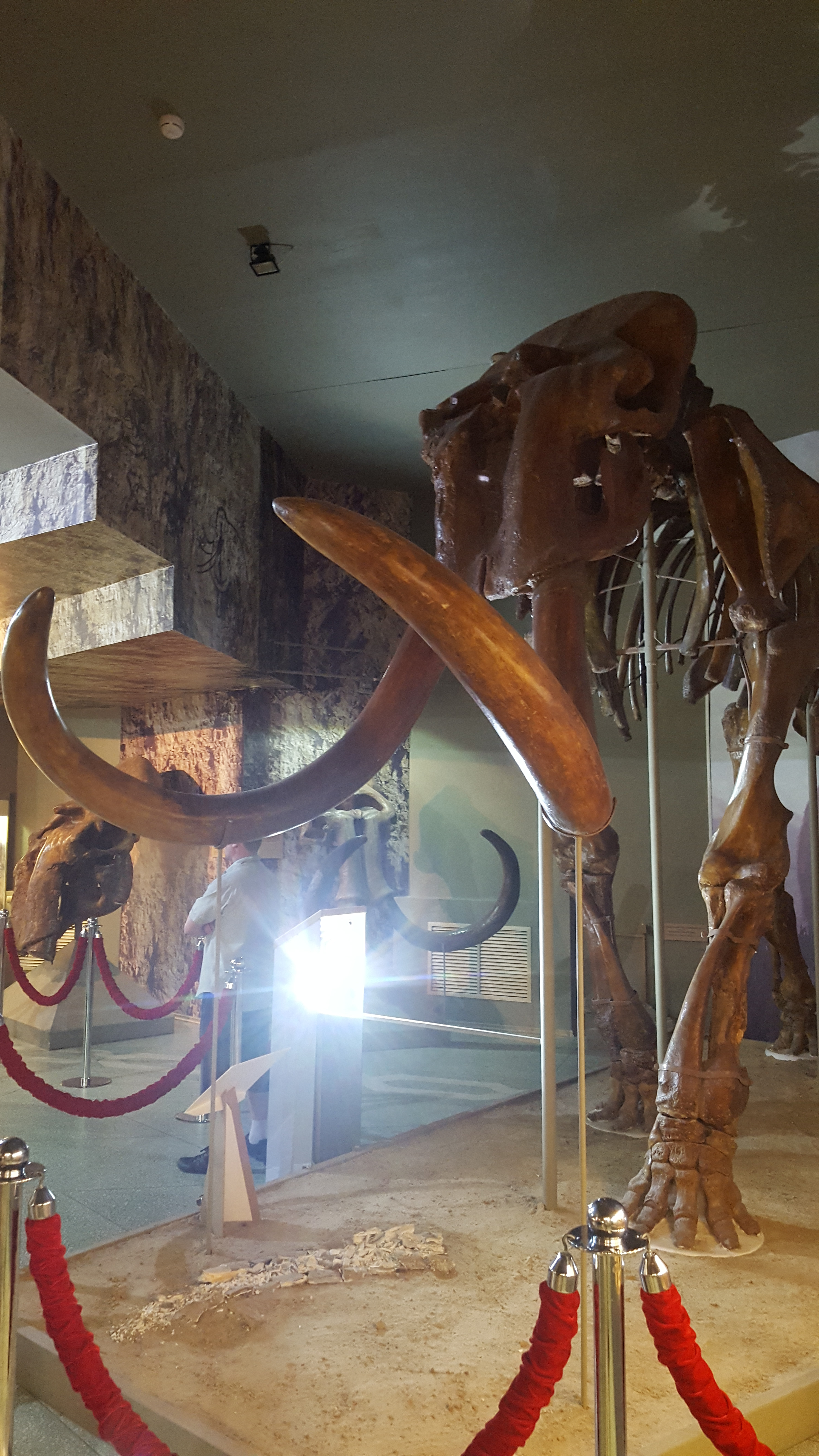
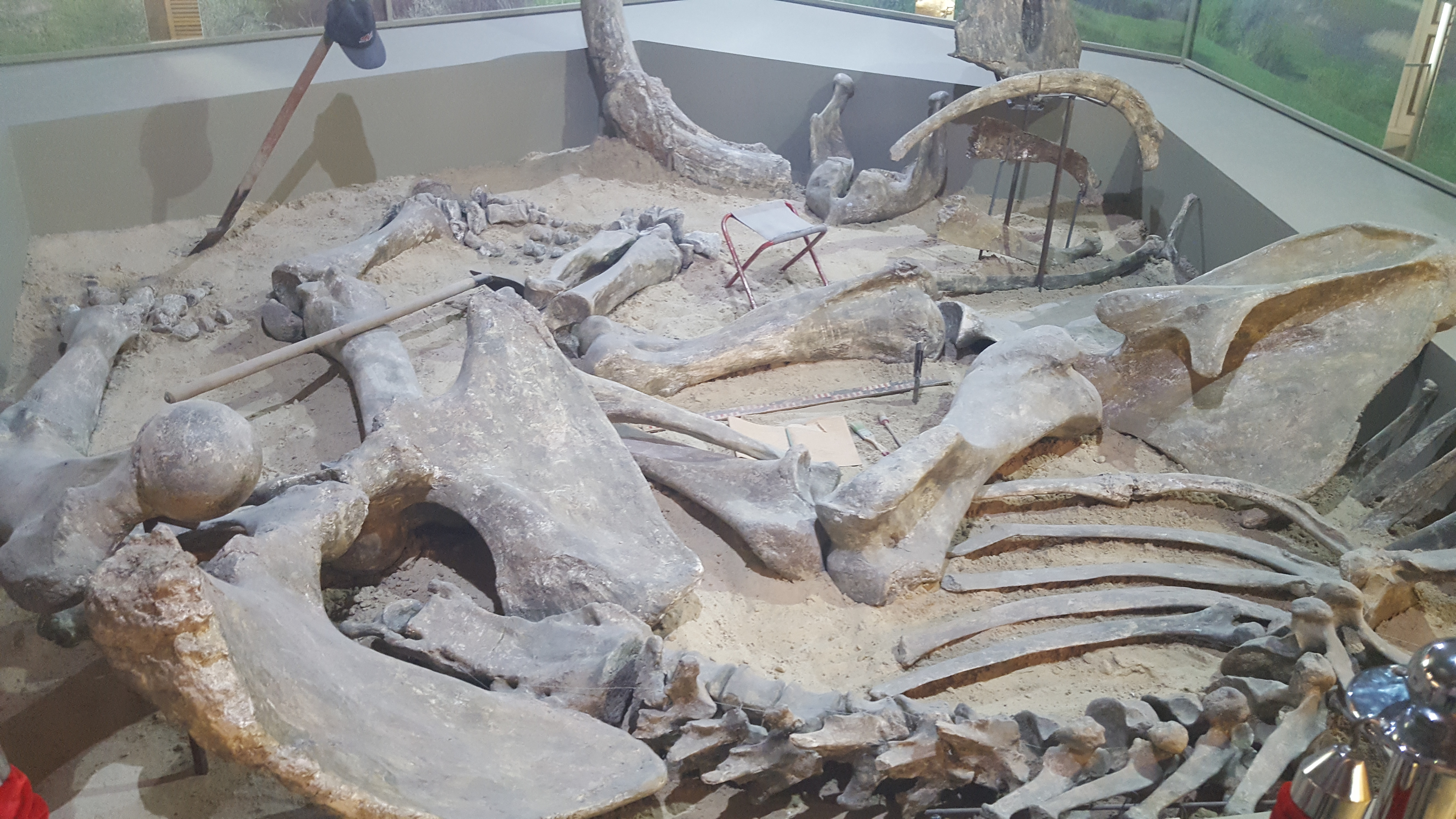
Реконструкция места раскопок скелета мамонта в Кагальницком карьере в 1999 году